# Anii 110 î.Hr.
Secole: Secolul al III-lea î.Hr. - Secolul al II-lea î.Hr. - Secolul I î.Hr.
Decenii: Anii 160 î.Hr. Anii 150 î.Hr. Anii 140 î.Hr. Anii 130 î.Hr. Anii 120 î.Hr. - Anii 110 î.Hr. - Anii 100 î.Hr. Anii 90 î.Hr. Anii 80 î.Hr. Anii 70 î.Hr. Anii 60 î.Hr.
Anii: 120 î.Hr. | 119 î.Hr. | 118 î.Hr. | 117 î.Hr. | 116 î.Hr. | 115 î.Hr. | 114 î.Hr. | 113 î.Hr. | 112 î.Hr. | 111 î.Hr. | 110 î.Hr.
Evenimente